# Comportamiento agonístico

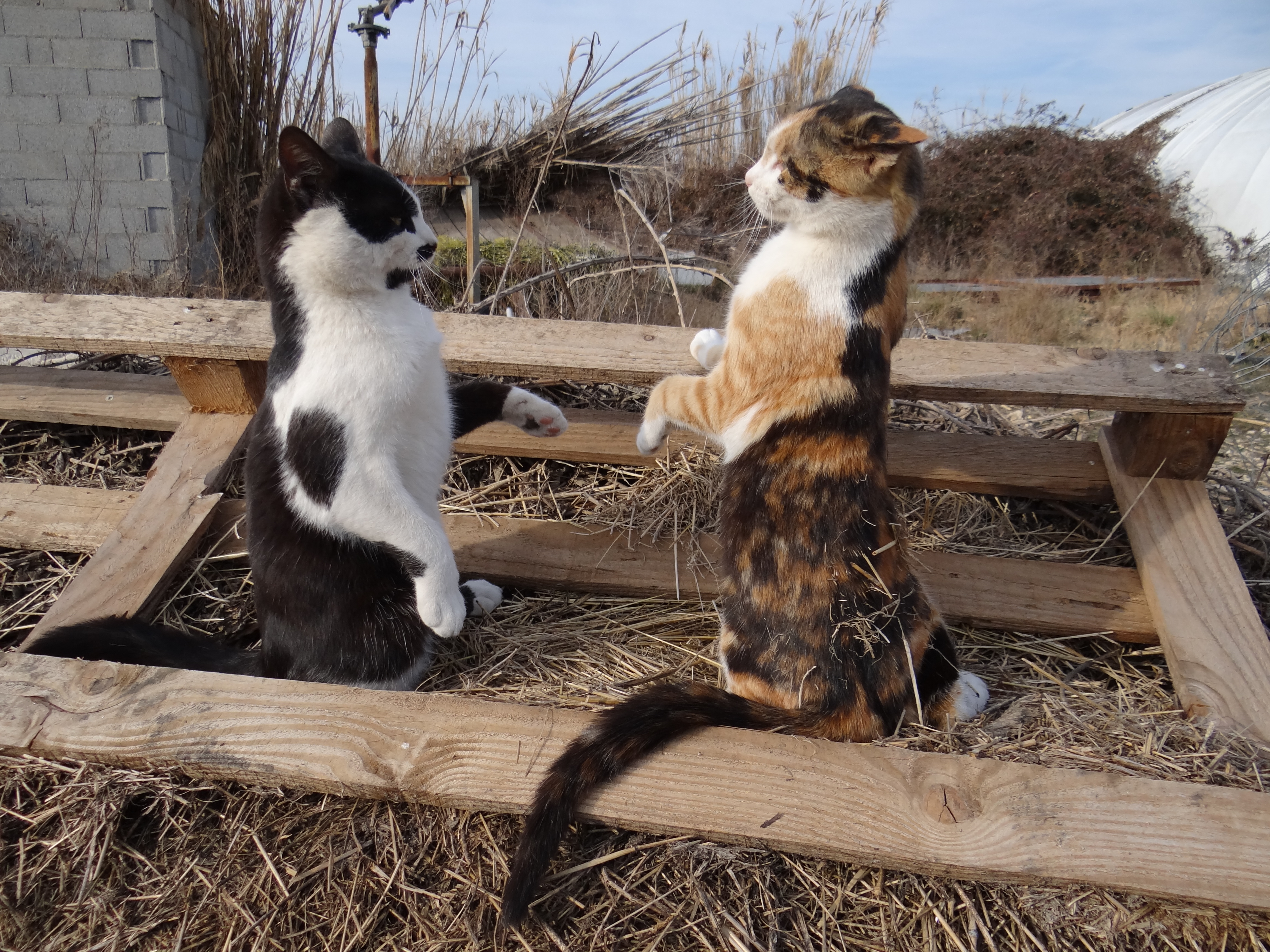
Gatos practicando comportamiento agonístico

En etología, se llama comportamiento agonístico al comportamiento social relacionado con la lucha. El comportamiento agonístico es un concepto más general al de la conducta agresiva, pues incluye cualquier conducta de oposición a otros, como la competición, el enfrentamiento, la desobediencia y, por supuesto, la conducta agresiva. 
Ayuda a los animales a asegurar necesidades esenciales como hábitat, territorio, alimentos y compañeros sexuales. Incluye dos componentes opuestos: el comportamiento agresivo y el defensivo. El primero puede implicar mostrar, amenazar o atacar. Los patrones típicos de comportamiento defensivo incluyen apaciguamiento, sumisión y la conducta de escape.
La agresión se divide en interespecífica e intraespecífica. La agresión intraespecífica está dirigida a individuos de la misma especie, mientras que la interespecífica apunta a la de otras especies. Incluye tácticas de depredación y de antidepredación y garantiza la subsistencia.

## El control de la agresión
Las peleas suelen ir precedidas de alardes y conductas amenazantes. Una táctica común es hacer que el cuerpo se vea más grande, enderezándolo, levantado la cola y erizando la piel. Puede ir acompañado de señales acústicas, como gruñidos o rugidos. Si las amenazas dan lugar a una situación de conflicto, se producirá un ataque o una huida. Sin embargo, los pavoneos son generalmente suficientes para evitar el conflicto. Es menos probable que un animal más fuerte luche si el otro muestra un comportamiento sumiso como, por ejemplo, cuando perros y lobos bajan la cola. Las peleas graves suelen conducir a lesiones graves o a la muerte, mientras que las rituales, precedidas por manifestaciones de amenaza, tienden a causar, en el peor de los casos, lesiones de pequeña gravedad. Estas últimas tienen normas fijas y suelen llevarse a cabo para ayudar a mejorar la posición social de un animal.

## Jerarquía animal
Muchos grupos de vertebrados se organizan por rango, determinado por las luchas entre rivales, lo que asegura que un animal líder fuerte y con experiencia guíe al grupo. El orden jerárquico impide en gran medida las medidas intraespecíficas por alimento, pareja, etc. Los animales de más alto rango suelen tener una mejor posibilidad reproductiva que los de bajo rango. Los rangos suelen ser dinámicos y se reorganizan después de peleas rituales.

## Territorialidad
Esta es una forma de agresión en la que se defiende el territorio contra los congéneres. Los límites se fijan por marcas o señales ópticas o acústicas.